# Diorama

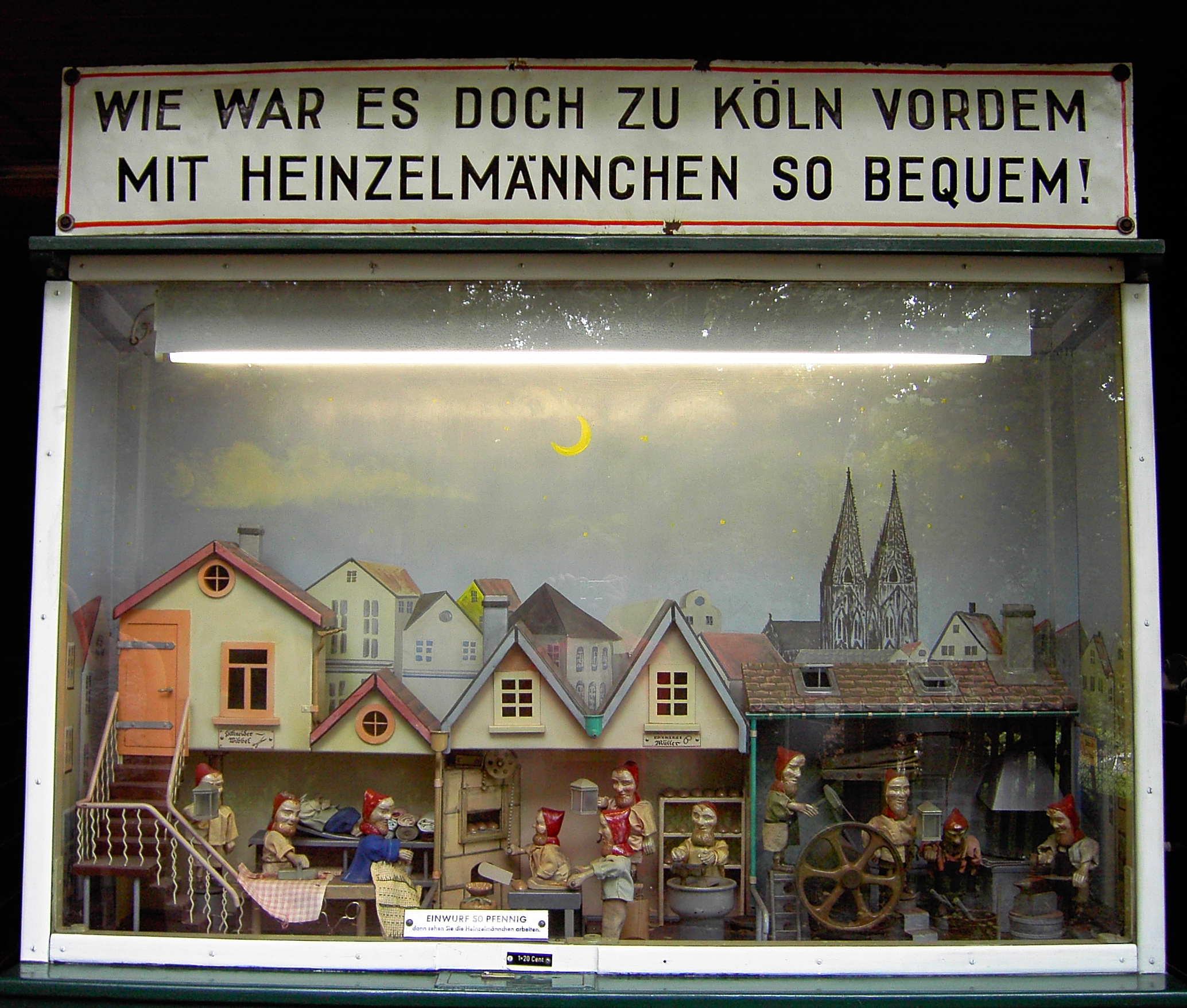
Heinzelmännchen-Diorama mit bei Münzeinwurf beweglichen Figuren (am Aufstieg zum Drachenfels (Siebengebirge))

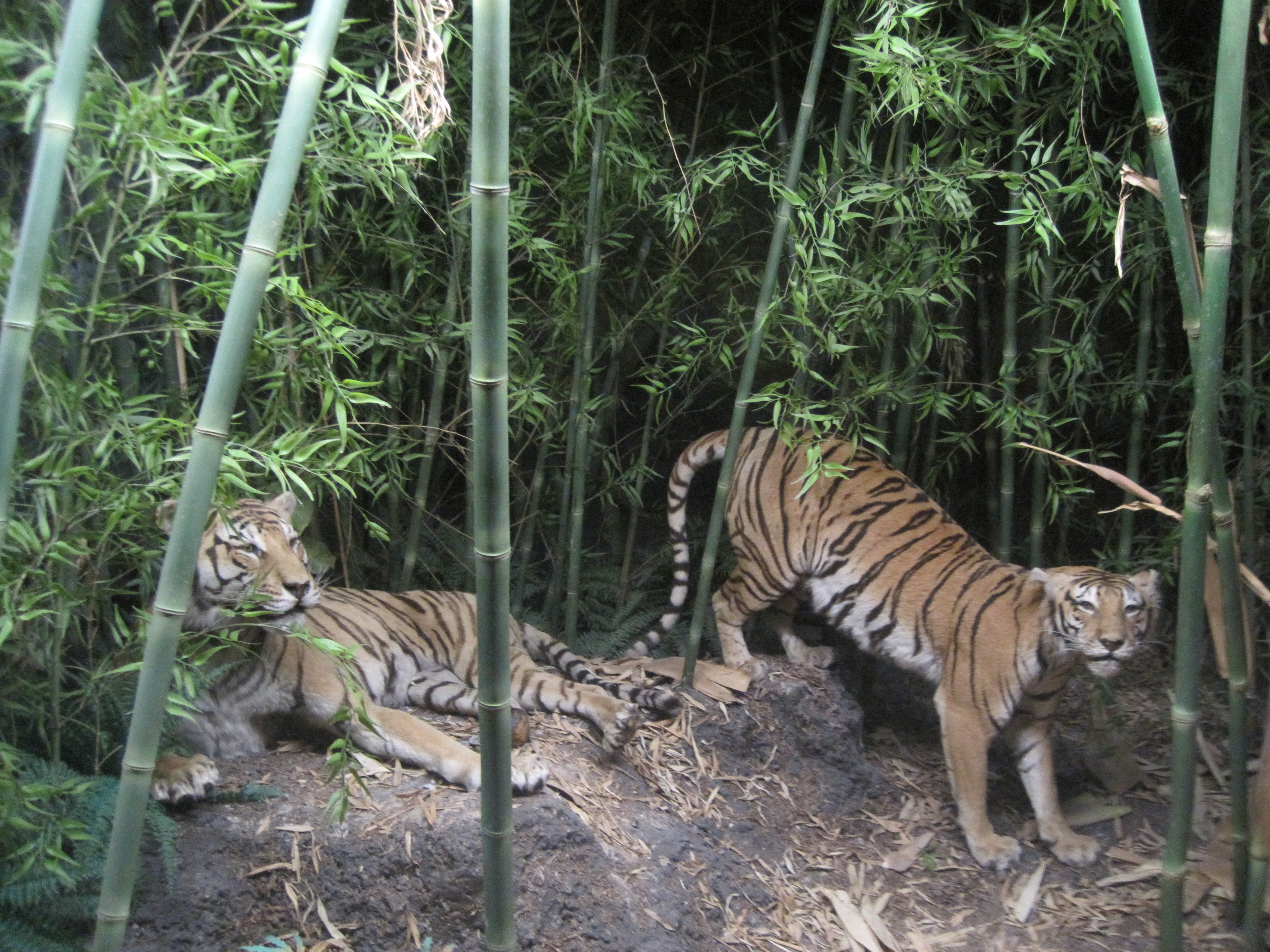
Diorama mit präparierten Tigern in natürlicher Umgebung im Naturhistorischen Museum Bern

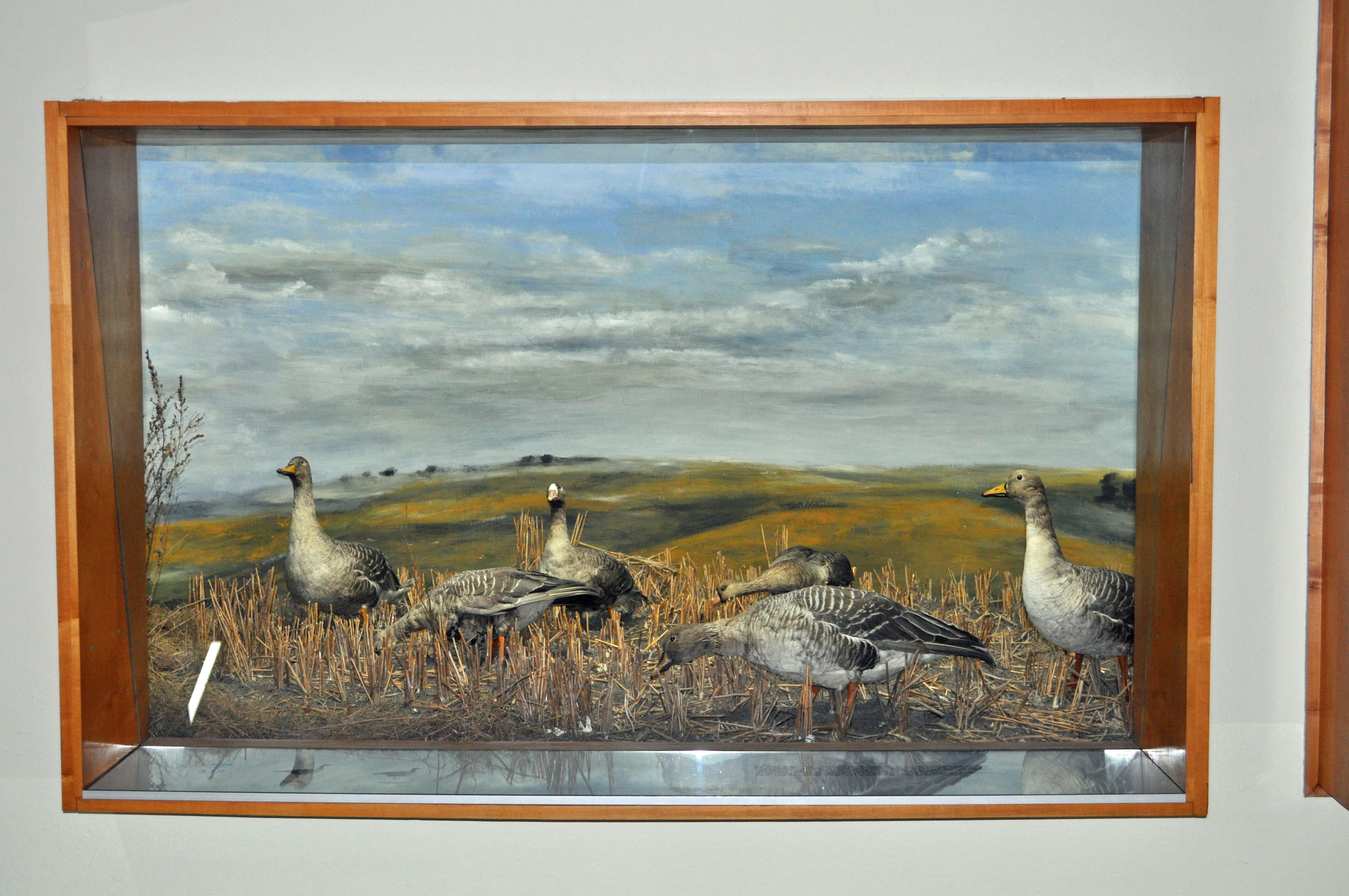
Diorama im Meeresmuseum Stralsund

Als Diorama (Plural: Dioramen; zu altgriechisch διορᾶν diorán, deutsch ‚hindurchsehen, durchschimmern, durchschauen‘, also Durchscheinbild) bezeichnet man Schaukästen, in denen Szenen mit Modellfiguren und -landschaften vor einem oft halbkreisförmigen, bemalten Hintergrund dargestellt werden. Sie stehen in der Nachfolge von Weihnachtskrippen. Beliebte Darstellungen sind zum Beispiel historische Szenen, soziale Milieus (ein zeitweilig beliebtes Motiv waren sogenannte Hochzeitskrippen), Berufe oder Tiere in ihrer natürlichen Umgebung.

## Formen von Dioramen

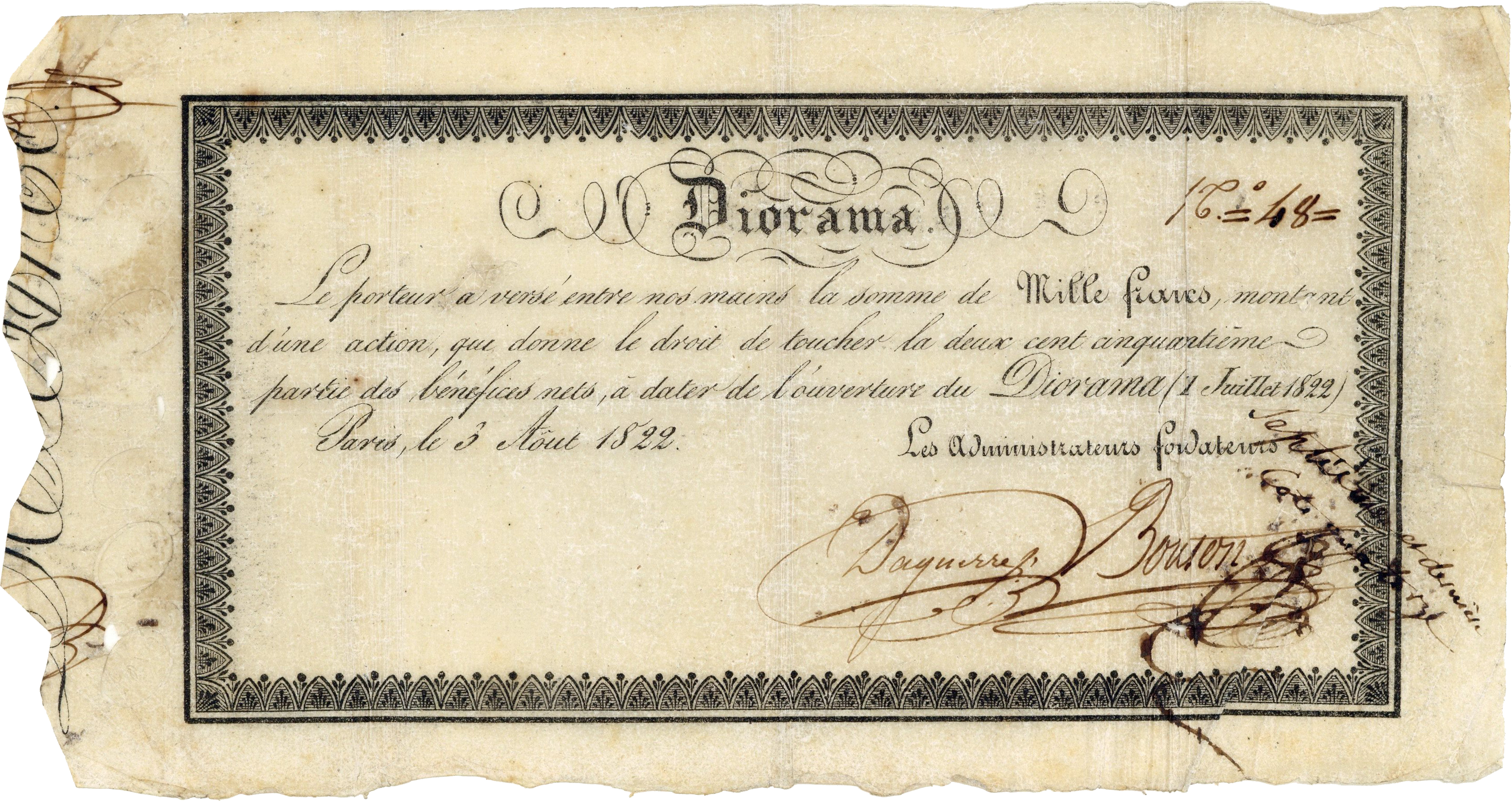
Aktie der Société d’exploitation du Diorama de Paris über 1000 Francs, ausgegeben am 3. August 1822, im Original unterschrieben von den beiden Erfindern und Gründungsvorständen Charles Marie Bouton und Louis Daguerre

Ursprünglich war ein Diorama eine im 19. Jahrhundert von Louis Daguerre erfundene abgedunkelte Schaubühne mit halbdurchsichtigem, beidseitig unterschiedlich bemaltem Prospekt. Durch wechselnde Beleuchtung von Vorder- und Rückseite können damit zum Beispiel Bewegungen und Tageszeiten effektvoll simuliert werden. Diese mit dem Panorama verwandte Technik wird heute noch auf Theaterbühnen angewendet.
Dioramen sind häufig in naturkundlichen und technischen Museen zu finden und können sehr kunstvoll sein. Durch die richtige Veränderung des Maßstabs vom Vorder- zum Hintergrund, den scheinbar nahtlosen Übergang von plastischen Landschaftselementen in den gemalten Hintergrund und geschickte Beleuchtung kann eine fast perfekte Illusion von räumlicher Tiefe und Wirklichkeitsnähe erreicht werden – eine Art dreidimensionaler Trompe-l’œil-Malerei, die den Betrachter einem Riesen gleich auf die Welt blicken lässt. In Naturkundemuseen gibt es lebensgroße Dioramen, bei denen präparierte oder rekonstruierte Tiere in ihrem Biotop nachempfundenen Kulissen präsentiert werden. Das weltgrößte Diorama befindet sich im Disneyland in Anaheim, Kalifornien; es stellt den Grand Canyon dar.
In dieser Tradition steht auch die Verwendung des Wortes Diorama im Modelleisenbahnbau. Dabei wird nicht eine gesamte Anlage gestaltet, sondern nur Einzelteile, die auch außerhalb des Gleisbereichs für eine landschaftliche Illusion sorgen sollen und detailreiche Szenen darstellen. Durch modularen Modellbahnbau entstehen so sehr detailgetreue Anlagen.
In weiteren Bereichen des Modellbaus werden häufig Dioramen erstellt, so im Militär-Modellbau wie dem bedeutenden Diorama-Museum „Kursker Schlacht. Gebiet Belgorod“. Dabei handelt es sich allerdings nicht um wirkliche Dioramen, da auf einer Grundplatte lediglich ein überschaubarer Landschaftsausschnitt bzw. eine Szenerie aus der realen Welt möglichst detailgetreu nachgebildet wird. Ein Hintergrund, der eine optische Illusion des Raumes erzeugen will und ein wesentliches Charakteristikum des Dioramas ist, fehlt. Die Zinnfigurenklause im Schwabentor zu Freiburg im Breisgau zeigt u. a. Dioramen von historischen Schlachten.
Wasserlinienmodelle von Schiffen wurden und werden häufig in einem flachen Guckkasten in der Art eines dreidimensionalen Bildes präsentiert. Die Anfertigung von (Segel)schiffs-Dioramen ist neben dem Buddelschiffbau ein charakteristisches Kunsthandwerk der Seeleute im 19. und 20. Jahrhundert. Als Motiv wählten die Modellbauer zumeist das, was sie täglich vor Augen hatten: Das Segelschiff im Kampf gegen die See, die Einfahrt in den Hafen vor malerischer Kulisse oder die Übernahme des Lotsen. Der Bau von Dioramen statt anderer Modelle hatte auch einen praktischen Grund: Zwischen den Arbeitssitzungen blieb das Modell in seinem Holzkasten geschützt und ließ sich leicht unter der Koje oder hinter der Seekiste verstauen.
Weitere Panoramen sind Georama, Neorama, Myriorama, Kosmorama, Pleorama, Cyklorama und Guckkästchen.

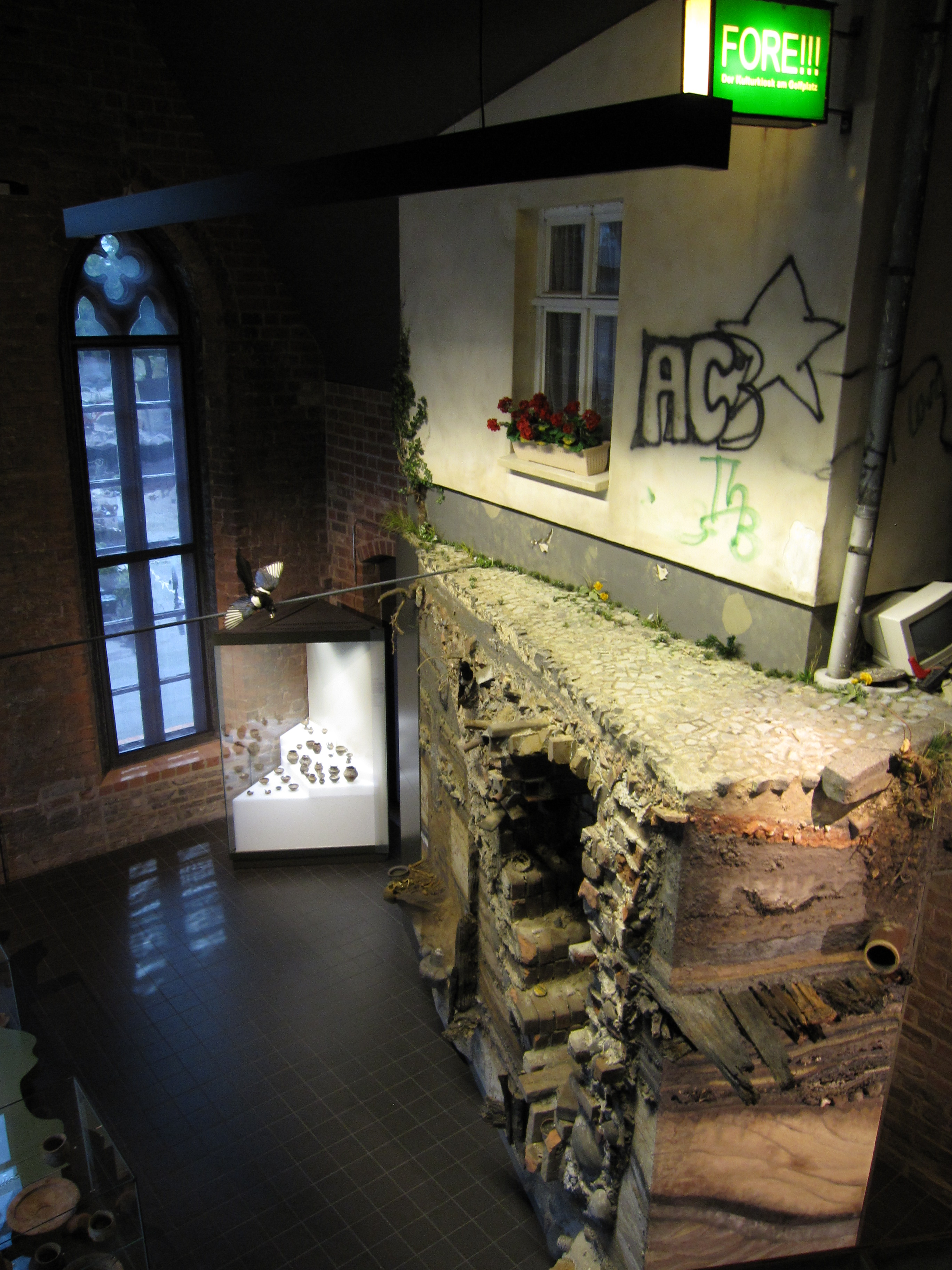
Ein stratigraphisches Großdiorama zeigt einen archäologischen Grabungsschnitt

## Stratigraphisches Großdiorama
Das Stratorama, ein stratigraphisches Großdiorama des Archäologischen Landesmuseums Brandenburg im Paulikloster thematisiert den archäologischen Grabungsschnitt mit seinen verschiedenen Erdschichten, um die Zusammenhänge zwischen Ablagerungsschichten mit den archäologischen Funden und deren zeitlicher Einordnung zu verdeutlichen. Das Modell führt den Betrachter von der Gegenwart in der Form der Häuserkulisse hinab über die verschiedenen Epochen bis in die Eiszeit.